# Mortal Kombat (film 1995)
Mortal Kombat è un film del 1995 diretto da Paul W. S. Anderson e con protagonisti Robin Shou, Christopher Lambert, Linden Ashby, Talisa Soto, Bridgette Wilson e Cary-Hiroyuki Tagawa. Il film è il live action dell'omonima serie di videogiochi.

## Trama
Una volta ogni generazione, c'è un torneo di arti marziali interdimensionale indetto dagli dei Anziani, conosciuto come Mortal Kombat. A sfidarsi sono i migliori combattenti del regno di Outworld e dell'Earthrealm (la Terra), se i rappresentanti di Outworld riescono a vincere Mortal Kombat per dieci volte consecutive, il suo imperatore, Shao Kahn, riceverà le chiavi del portale interdimensionale e sarà in grado di invadere e conquistare l'Earthrealm. Outworld ha vinto gli ultimi nove tornei, quindi questo sarà il torneo decisivo.
Toccherà al guerriero Shaolin Liu Kang e i suoi compagni, alla star hollywoodiana del cinema Johnny Cage e all'agente delle Forze Speciali degli Stati Uniti Sonya Blade (insieme a Lord Raiden, dio del tuono e difensore dell'Earthrealm) evitare che l'Outworld vinca la decima edizione del torneo. Ognuno dei tre ha la sua propria ragione per partecipare: Liu Kang è un combattente che apparteneva all'ordine Shaolin che addestra i giovani combattenti proprio per il Mortal Kombat e decide di partecipare in quanto Shang Tsung uccide suo fratello Chan; Sonya Blade è un agente speciale in costante ricerca del criminale Kano e durante l'inseguimento viene attirata sulla barca del malvagio stregone Shang Tsung, organizzatore del torneo e braccio destro dell'imperatore; Johnny Cage si iscrive per dimostrare che la critica, la quale crede che usi una controfigura nei suoi film, si sbaglia.
Una volta imbarcati sulla nave i combattenti vengono aiutati dal Dio del fulmine Raiden, protettore della terra, il quale avrà l'arduo compito di far dimenticare le questioni personali dei nostri eroi e capire la gravità della situazione perché l'attuale campione, il principe Shokan Goro, ha sconfitto il precedente campione Kung Lao, antenato di Liu Kang, e da allora hanno vinto nove tornei.
Sull'Isola di Shang Tsung, Liu Kang conosce la bella e coraggiosa principessa Kitana, figlia adottiva di Shao Kahn. Shang Tsung ordina a Reptile di tenere d'occhio la principessa. Intanto Liu sconfigge il suo primo avversario e Sonya vendica il suo partner sconfiggendo Kano. Johnny Cage incontra il ninja Scorpion in una foresta, ma finiscono il loro incontro nel Netherrealm, dove Cage vince. Liu Kang combatte in un breve duello con Kitana, e dopo un apparente pareggio Kitana si ritira dal torneo ed è quindi Liu a passare il turno, mentre lei offre segretamente consigli per la sua prossima battaglia. Liu successivamente si batte con il ninja Sub-Zero, dove riesce a prevalere sull'avversario uccidendolo con la sua stessa arma, il ghiaccio.
Il principe Goro, un grande guerriero armato di quattro braccia entra nel torneo e schiaccia ferocemente senza pietà ogni avversario che affronta. Uno degli amici di Johnny Cage, Art Lean, combatte contro Goro ma viene sconfitto e Shang Tsung si impossessa della sua anima. Cage chiede una lotta con Goro, e con l'astuzia e l'elemento sorpresa riesce a sconfiggerlo. Shang Tsung poi prende in ostaggio Sonya portandola nell'Outworld, invocando il privilegio di sfidare qualsiasi avversario a sua scelta. Sapendo che Sonya non può sconfiggere Shang Tsung da sola e che i suoi poteri sono inefficaci nell'Outworld, Raiden decide di inviare Johnny Cage e Liu Kang per salvare Sonya e sfidare Shang Tsung. Lì, Liu Kang si trova a combattere contro Reptile, sconfiggendolo con la mossa del bicycle kick.
All'interno della torre del castello, Shang Tsung chiede a Sonya una sfida, ben sapendo che il suo rifiuto di accettare comporterà all'Earthrealm la perdita del torneo. Tutto sembra perduto fino a quando Liu Kang chiede di combattere contro lo stregone. Durante la lunga battaglia, Liu ha a che fare anche con alcune delle anime possedute da Shang Tsung; inoltre viene confuso dallo stregone poiché quest'ultimo assume le sembianze del fratello Chan. Alla fine Liu Kang prevale grazie ad una sfera energetica, che scaglia contro lo stregone buttandolo fuori dalla piattaforma di battaglia e impalandolo su una fila di chiodi (riprendendo una delle tante fatality del gioco). Con la morte di Shang Tsung, le anime prigioniere lasceranno il cadavere dello stregone accedendo in Paradiso, tra cui anche Chan che saluterà il fratello Liu.
Alla fine del film, comparirà Shao Kahn che bramerà le anime dei guerrieri.

## Produzione

### Cast
- Robin Shou è Liu Kang, un ex monaco Shaolin che entra nel torneo per vendicare la morte del fratello Chan. Tra quelli che cercarono di avere la parte di Liu Kang furono Jason Scott Lee, Russell Wong, e Phillip Rhee.
- Linden Ashby è Johnny Cage, una superstar di Hollywood che entra nel torneo per dimostrare al mondo che nelle scene di lotta dei suoi film non usa stuntman. Nella lista degli aspiranti per questo ruolo compaiono grandi nomi del cinema come Jean-Claude Van Damme (che ha rifiutato per lavorare a Street Fighter), Tom Cruise, Johnny Depp e Gary Daniels. Brandon Lee fu la prima scelta, ma morì prima della produzione del film. Linden Ashby fu addestrato per l'occasione nel Karate e nel Tae Kwon Do. Nonostante l'intensità delle scene di lotta che nella maggior parte dei casi sono state eseguite dagli attori, il numero di infortuni sul set è stato sorprendentemente basso.
- Bridgette Wilson è Sonya Blade, un'agente alle calcagna del criminale Kano, che ha ucciso il suo partner. Inizialmente per questo ruolo venne scritturata Cameron Diaz, ma venne sostituita poiché si ruppe il polso durante un allenamento di arti marziali prima delle riprese[1]. Fu così sostituita dalla Wilson, che è stata scherzosamente soprannominata RoboBabe durante la produzione del regista Paul Anderson. La Wilson ha eseguito tutte le acrobazie presenti nelle scene di combattimento.
- Christopher Lambert è Raiden, il dio del tuono e protettore dell'Earthrealm che guida i guerrieri nel loro cammino. Lambert ha doppiato il suo personaggio nella versione francese del film.
- Talisa Soto è la Principessa Kitana, la figliastra dell'Imperatore che decide di aiutare i guerrieri della Terra.
- Trevor Goddard è Kano, un mercenario che ha unito le forze con Shang Tsung.
- Cary-Hiroyuki Tagawa è Shang Tsung, un potente mago e principale antagonista del film. Tagawa è stato la prima scelta. Egli si è presentato per l'audizione in costume.
- François Petit è Sub-Zero, uno dei guerrieri di Shang Tsung, dotato della capacità di congelare l'avversario.
- Chris Casamassa è Scorpion, uno dei guerrieri di Shang Tsung. Il suo arpione (marchio di fabbrica del videogioco) è stato sostituito nel film da un serpente metallico che gli esce da una mano. Nella versione inglese, il personaggio è stato doppiato da Ed Boon, co-creatore della serie di videogiochi, anche nei quali dà la voce a Scorpion. La rivalità tra Sub-Zero e Scorpion è solo accennata da Shang Tsung, all'inizio del film (ma solo nella versione inglese, dove viene usata l'espressione "deadliest of enemies" per indicare che Sub-Zero e Scorpion sono nemici tra di loro; nella versione italiana, l'espressione è sostituita da "fatali per i nemici").
- Keith Cooke è Reptile, una creatura che serve Shang Tsung. La silhouette della lucertola rettile è stata resa con l'uso di immagini generate al computer, mentre la forma umana del personaggio è interpretato da Keith Cooke. Originariamente Reptile non era previsto nel film, ma è stato aggiunto in seguito a una grande richiesta.
- Kevin Michael Richardson è la voce di Goro, l'imbattuto campione di Mortal Kombat. Ucciso poi da Johnny Cage
- Gregory McKinney è Jax, il partner di Sonya. McKinney ha un cameo all'inizio del film. Inizialmente fu ingaggiato Steve James (già noto per la saga Guerriero americano), ma questi morì di cancro prima che le riprese iniziassero.
- Frank Welker è la voce inglese di Shao Kahn, Imperatore dell'Outworld. Welker ha anche fornito qualche effetto vocale per Goro e Reptile.
- Steven Ho è Chan Kang, fratello minore di Liu Kang, che viene ucciso da Shang Tsung. Ho era un ex campione nazionale di karate che ha eseguito lo stuntwork di Donatello in Tartarughe Ninja II - Il segreto di Ooze e Tartarughe Ninja III.

### Riprese
La pellicola è stata girata fra la California e la Thailandia; le scene esterne di Outworld furono girate presso i Kaiser Steel Mill di Fontana California.

## Distribuzione
La pellicola è uscita nei cinema degli Stati Uniti il 18 agosto 1995, il 20 ottobre nel Regno Unito, il 10 novembre in Italia e il 26 dicembre 1995 in Australia.

## Accoglienza

### Incassi
Il budget fu di 18 milioni di dollari mentre il film ha incassato in tutto il mondo 122.195.920 $ .

## Riconoscimenti
- 1996 - BMI Film Music Award
  - A George S. Clinton

## Sequel e altre opere derivate
Tale fu il successo al botteghino, che venne prodotto anche un sequel, Mortal Kombat - Distruzione totale, uscito nel 1997, e una serie TV, Mortal Kombat: Conquest, andata in onda sul canale via cavo statunitense TNT tra il 1998 e il 1999. Nel giugno 2010 è inoltre uscito un cortometraggio, Mortal Kombat: Rebirth, mentre nel 2011 è uscita in esclusiva su internet una webserie composta da dieci episodi intitolata Mortal Kombat: Legacy.
Un reboot omonimo è uscito nel 2021.

## Curiosità
- Alcuni esterni del film furono girati ad Ayutthaya, in Thailandia.
- Ad inizio film Johnny Cage viene diretto in una scena d'azione da un regista, interpretato da Sandy Helberg, da notare la somiglianza con il noto Steven Spielberg.